# Pediopsis malayana
Pediopsis malayana är en insektsart som beskrevs av Alexey K. Tishechkin 1997. Pediopsis malayana ingår i släktet Pediopsis och familjen dvärgstritar. Inga underarter finns listade i Catalogue of Life.